# Чженьнін-Буї-Мяоський автономний повіт
26°03′33″ пн. ш. 105°45′53″ сх. д. / 26.05929° пн. ш. 105.76469° сх. д.
Чженьнін-Буї-Мяоський автономний повіт (кит. 镇宁布依族苗族自治县, пін. Zhènníng Bùyīzú Miáozú Zìzhìxiàn) — один із повітів КНР у складі префектури Аньшунь, провінція Гуйчжоу. Адміністративний центр — містечко Ченгуань.

## Географія
Чженьнін-Буї-Мяоський автономний повіт лежить на півдні префектури у центрі Юньнань-Гуйчжоуського плато.

### Клімат
Повіт знаходиться у зоні, котра характеризується вологим субтропічним кліматом. Найтепліший місяць — липень із середньою температурою 22,6 °C. Найхолодніший місяць — січень, із середньою температурою 5,8 °С.
| Клімат повіту Чженьнін-Буї-Мяо | Клімат повіту Чженьнін-Буї-Мяо | Клімат повіту Чженьнін-Буї-Мяо | Клімат повіту Чженьнін-Буї-Мяо | Клімат повіту Чженьнін-Буї-Мяо | Клімат повіту Чженьнін-Буї-Мяо | Клімат повіту Чженьнін-Буї-Мяо | Клімат повіту Чженьнін-Буї-Мяо | Клімат повіту Чженьнін-Буї-Мяо | Клімат повіту Чженьнін-Буї-Мяо | Клімат повіту Чженьнін-Буї-Мяо | Клімат повіту Чженьнін-Буї-Мяо | Клімат повіту Чженьнін-Буї-Мяо | Клімат повіту Чженьнін-Буї-Мяо |
| Показник                       | Січ.                           | Лют.                           | Бер.                           | Квіт.                          | Трав.                          | Черв.                          | Лип.                           | Серп.                          | Вер.                           | Жовт.                          | Лист.                          | Груд.                          | Рік                            |
| Середній максимум, °C          | 9                              | 11,8                           | 16,5                           | 21,3                           | 24                             | 25,3                           | 26,6                           | 26,9                           | 24,5                           | 19,6                           | 15,8                           | 11,2                           | 19,4                           |
| Середня температура, °C        | 5,8                            | 8                              | 11,8                           | 16,5                           | 19,5                           | 21,5                           | 22,6                           | 22,5                           | 20,1                           | 16,1                           | 12,1                           | 7,6                            | 15,3                           |
| Середній мінімум, °C           | 3,6                            | 5,3                            | 8,7                            | 13                             | 16,2                           | 18,6                           | 19,8                           | 19,4                           | 17                             | 13,7                           | 9,5                            | 5,1                            | 12,5                           |
| Норма опадів, мм               | 18.8                           | 23                             | 33.2                           | 73.1                           | 178.6                          | 316.1                          | 264.1                          | 186.9                          | 107.1                          | 90.3                           | 40.3                           | 15.4                           | 1346.9                         |
| Вологість повітря, %           | 82                             | 79                             | 75                             | 74                             | 76                             | 81                             | 83                             | 80                             | 78                             | 81                             | 79                             | 78                             | 78.8                           |
| ------------------------------ | ------------------------------ | ------------------------------ | ------------------------------ | ------------------------------ | ------------------------------ | ------------------------------ | ------------------------------ | ------------------------------ | ------------------------------ | ------------------------------ | ------------------------------ | ------------------------------ | ------------------------------ |
| Джерело: data.cma.cn           |                                |                                |                                |                                |                                |                                |                                |                                |                                |                                |                                |                                |                                |